# Cumarinia odorata
Cumarinia odorata ist die einzige Pflanzenart der monotypischen Gattung Cumarinia in der Familie der Kakteengewächse (Cactaceae). Das Artepitheton odorata stammt aus dem Lateinischen und bedeutet ‚wohlriechend‘.

## Beschreibung
Cumarinia odorata bildet meist unregelmäßige Gruppen mit kugelförmigen bis kurz zylindrischen, dunkelgrünen Trieben von bis 3 Zentimetern Durchmesser. Die  weichen und schlaffen, stumpfen, zylindrischen Warzen sind bis 1 Zentimeter lang. Die Axillen sind kahl. Die 1 bis 6 stark gehakten, gelblich bis rötlichen bis bräunlichen Mitteldornen sind abstehend, kräftig und bis 2,5 Zentimeter lang. Die 7 bis 9 geraden, weißen Randdornen liegen etwas an den Trieben an oder stehen vor. Sie sind 8 bis 10 Millimeter lang.
Die schmal trichterförmigen, weißen oder cremefarbenen Blüten sind selbst bestäubend. Sie sind 1,5 bis 2 Zentimeter lang und weisen Durchmesser von 8 bis 10 Millimeter auf. Die schmal zylindrischen, dunkelgrünen bis kastanienbraunen Früchte sind 1,5 bis 2 Zentimeter lang.

## Verbreitung, Systematik und Gefährdung
Cumarinia odorata ist in den mexikanischen Bundesstaaten Tamaulipas und San Luis Potosí verbreitet. 
Die Erstbeschreibung als Coryphantha odorata wurde 1930 durch Friedrich Bödeker veröffentlicht.
Franz Buxbaum erhob 1951 die Untergattung Coryphantha subg. Cumarinia F.M.Knuth (1936) in den Rang einer eigenständigen Gattung mit der einzigen Art Cumarinia odorata. Weitere nomenklatorische Synonyme sind Neobesseya odorata (Boed.) Borg (1937) und Neolloydia odorata (Boed.) Backeb. (1937).
Cumarinia odorata wurde in der Roten Liste gefährdeter Arten der IUCN von 2002 als „Vulnerable (VU)“, d. h. gefährdet, eingestuft. Im Jahr 2013 wird sie als „Least Concern (LC)“, d. h. als nicht gefährdet geführt.

## Nachweise